# The Chainsmokers
The Chainsmokers egy amerikai DJ/producer duó, 2014-ben a #Selfie című dallal váltak ismertté, mely több ország zenei listáján szerepelt az első 20-ban. Az EDM-pop duót Andrew Taggart és Alex Pall alkotja. A 2015. októberben debütáló Roses című szám az amerikai Billboard Hot 100-as listán az első 10-ben szerepelt. A Don't Let Me Down Grammy-díjat nyert Dance kategóriában. Az American Music Awards-on a Closer-t jutalmazták.
A Memories...Do Not Open albumuk 2017. áprilisában jelent meg. 2018-ban  jelent meg Sick Boy című albumuk ami 10 dalt tartalmaz. A World War Joy névre hallgató albumukat  2019. december 6.-án adták ki, még ebben az évben ezen a néven turnéztak a fiúk.

## Háttér

### Tagok

#### Alex Pall
Alexander "Alex" Pall 1985. május 16-án született. New York-ban nőtt fel. Édesanyja háztartásbeli, édesapja műkereskedő.

#### Andrew Taggart
Andrew Taggart 1989. december 31-én született a Maine állambeli Portlandben. Édesanyja tanár, édesapja eladóügynök. 15 éves korában kezdte el érdekelni az EDM stílus, amikor Argentínában tartózkodott, ahol több neves DJ-vel volt alkalma megismerkedni, többek közt David Guettával.

## Története

### A kezdetek
A duót eredetileg Pall és DJ Rhett Bixler alkotta, majd 2012-ben csatlakozott Taggart , ezután Rhett Bixler kilépett a csapatból. Első daluk a SoundCloud-on jelent meg. 2012-ben együttműködtek az indiai származású színész-énekesnővel, Priyanka Chopraval, az Erase című dalukban.

#### 2013–2014

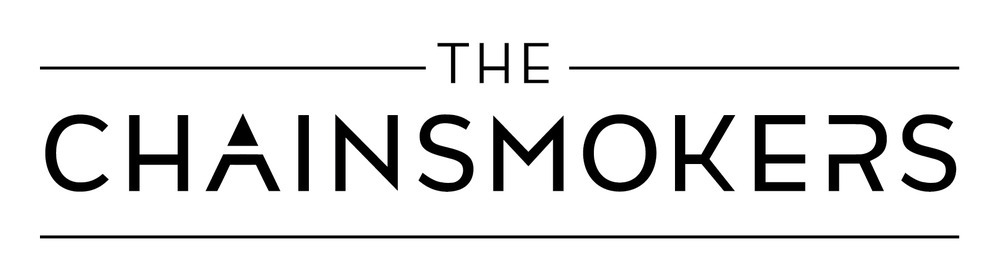
A logó 2015 előtt

A Republic Records kiadta a #Selfie című számukat, amely hatalmas népszerűségre tett szert. Hét hónappal később jelent meg Let You Go. Ezután szerződést kötöttek a Disruptor Records-szal, mely a Sony Music Entertainment-tel működik együtt.

#### 2015–2017

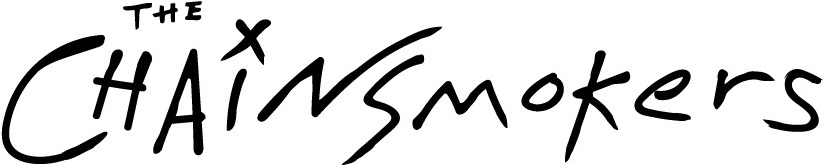
A logó 2017 végéig

2015-ben jelent meg a Bouquet középlemezük melyben a "New York City", "Until You Were Gone", "Waterbed", "Good Intentions", és a "Roses" című számok szerepeltek. 2016 november 4-én jelent meg a Collage középlemezük. A  Memories... Do Not Open album 2017 tavaszán debütált. A Something Just Like This a Coldplay tagjaival közösen készült.

#### 2018
2018 januárjában jelent meg Sick Boy című számuk, azt követte a You Owe Me az Everybody Hates Me és a Somebody, ezt Drew Love-val együtt készítették. Később egy kisebb szünet után, újra aktívak lettek és megjelent a Side Effects Emily Warren-nel. Augusztusban az egyik Ultra ID jelent meg amit NGHTMRE-el készítettek el, ez a Save Yourself. Szeptemberben sikerült egy eléggé híres számot közzétenniük a This Feelinget ami egy duett Kelsea Ballerini, country énekessel. Ezután még egy Ultra ID jött ki, a francia Aazar-ral melynek neve Siren. Novemberben megjelent a Beach House, majd az album utolsó dala  decemberben a Hope, amit Winona Oak-kal készítettek.

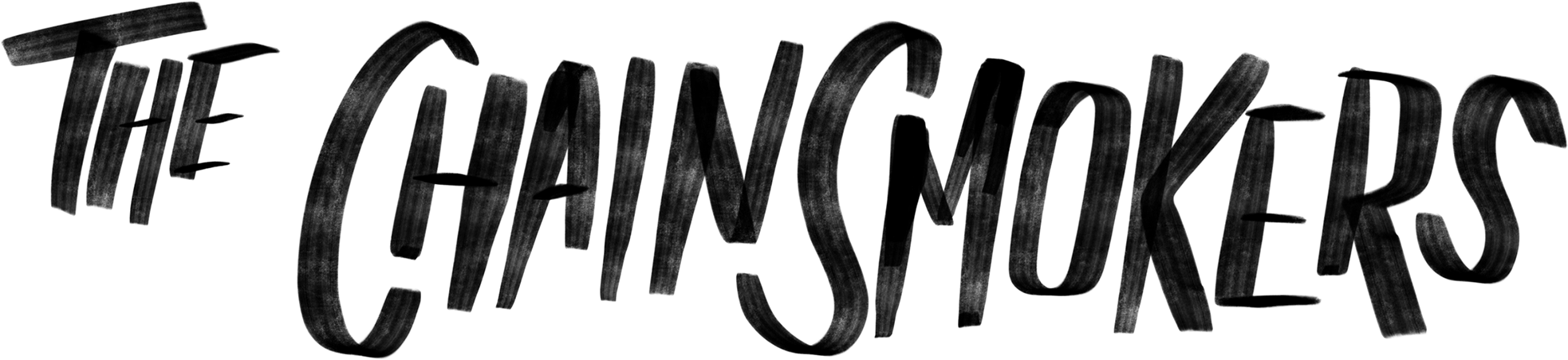
A logó 2018 óta

#### 2019
A fiúk az évet egy nagy slágerrel indítottak a Who Do You Love-val, amit a 5SOS tagok énekeltek fel. Márciusban megjelent a Kills You Slowly. Áprilisban egy újabb kollabra került a sor a Do You Mean-re Ty Dolla $ign-al és bülow-al. A májusi dal a híres Bebe Rexhával készült melynek címe Call You Mine. Majd júliusban jelent meg a következő dal, ami a Takeaway nevet kapta, ebben a dalban Illeniummal és Lennon Stellával dolgoztak együtt. Egy kis szünet után jelent meg a Push My Luck. Az album (World War Joy) december 6-án jelent meg 4 új dallal. Ezek pedig a P.S I Hope You're Happy blink-182-vel, a See The Way Sabrina Claudioval, a Family Kygoval, végül pedig a The Reaper Amy Sharkkal.

## Turnék
- Memories Do Not Open Tour (2017)
- Memories Do Not Open Tour Europe (2018)
- World War Joy Tour (2019)